# Săliștea de Sus
Săliștea de Sus (em húngaro: Felsőszelistye) é uma cidade (oraș) do județ (distrito) de Maramureș, na região histórica da Transilvânia, Roménia. Em 2011 tinha 4 893 habitantes e em 2016 estimava-se que tivesse 5 136 habitantes. A área administrada pela cidade tem 64,77 km².[carece de fontes?]
A cidade situa-se nas margens do rio Iza, afluente do Tisa, 100 km a leste de Baia Mare, a capital distrital e 50 km a leste de Sighetu Marmației, a capital histórica de Maramureș. No território do município há duas montanhas importantes, ambos com 1 152 metros de altitude: o monte Ștefănița e o monte Merișor.
Segundo o censo de 2011, praticamente todos os habitantes eram de etnia romena (98%) e seguidores da Igreja Ortodoxa Romena (96,2%); os protestantes representavam 1,2% e os greco-católicos 0,6%. No passado houve minorias alemãs e judias importantes — em 1910, 14,3% da população era de origem alemã e em 1930 os judeus representavam 10,4% da população.
A primeira menção escrita sobre a vila data de 1365, com o nome de Keethzeleste. Em 1472 torna-se uma possessão da família Dragfi, muito influente na Transilvânia. Como as outras localidades de Maramureș, Saliștea de Sus sofreu com a invasão dos tártaros de 1717, durante a qual a sua igreja foi incendiada.[carece de fontes?]